# Verona (Schiff, 1865)
Die Verona war ein englisches Dampfschiff, das am 13. Dezember 1883 am Strand von Spiekeroog strandete.

## Das Schiff
Die Reise, auf der das Schiff strandete, sollte von Leith (Schottland) nach Bremerhaven gehen.
Das Schiff strandete mit dem Bug voraus auf die Insel. Teile des Schiffes wurden abgetragen, ein großer Teil des Schiffes ist jedoch noch vorhanden, aber nicht sichtbar, da das Schiff nach der Strandung schnell tief in den Sand gespült wurde.

## Das Wrack heute
Das Wrack ist bis heute bei Niedrigwasser zu sehen. Je nach Wetterlage verschieben sich die Sandmassen am Strand, daher ist teilweise sehr viel und selten gar nichts vom Wrack zu sehen. Meistens ist vom Wrack jedoch ein 10 cm bis 1 Meter aus dem Sand ragendes Teil zu sehen, bei dem es sich um einen Teil des Rumpfes achtern an der Backbordseite des Schiffes handelt. Bei sehr günstigen Bedingungen lässt sich jedoch wesentlich mehr als nur ein aus dem Sand ragendes Stahlteil sehen; selten ist es auch möglich, das Deck des Schiffes und einige Decksaufbauten zu sehen.

## Position

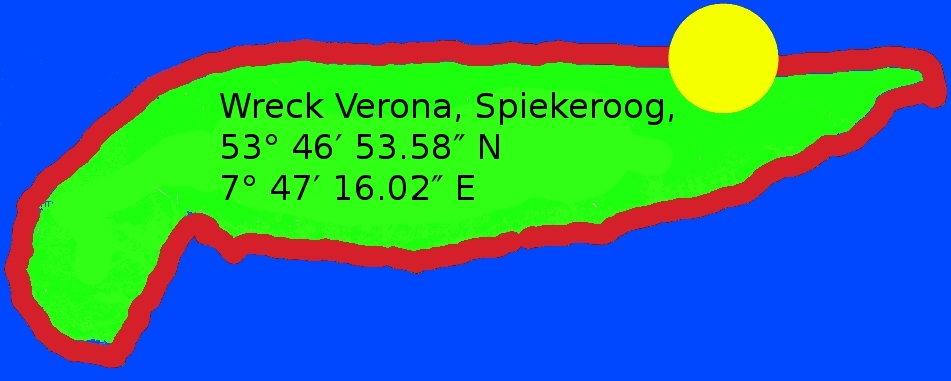
Die genaue Position der Verona auf Spiekeroog

Das Schiff ist mit dem Bug zur Insel hin gestrandet. Entsprechend zeigt der Bug des Wracks in gestrandeter Position nach Süden, das Heck nach Norden. Auf der Kompassnadel liegt das Schiff mit dem Bug bei 184,5°.
Die Position des Wracks wird sehr unterschiedlich angegeben. Sogar in den offiziellen Seekarten ist die Position um über 100 Meter nach Süd-Westen verschoben verzeichnet. Die auf 3 Meter genaue Position ist 53° 46′ 53,6″ N, 7° 47′ 16″ O. Das Wrack befindet sich damit kurz vor dem am Strand markierten SOS-Punkt Q. Bei Google Earth kann man das Wrack erkennen.

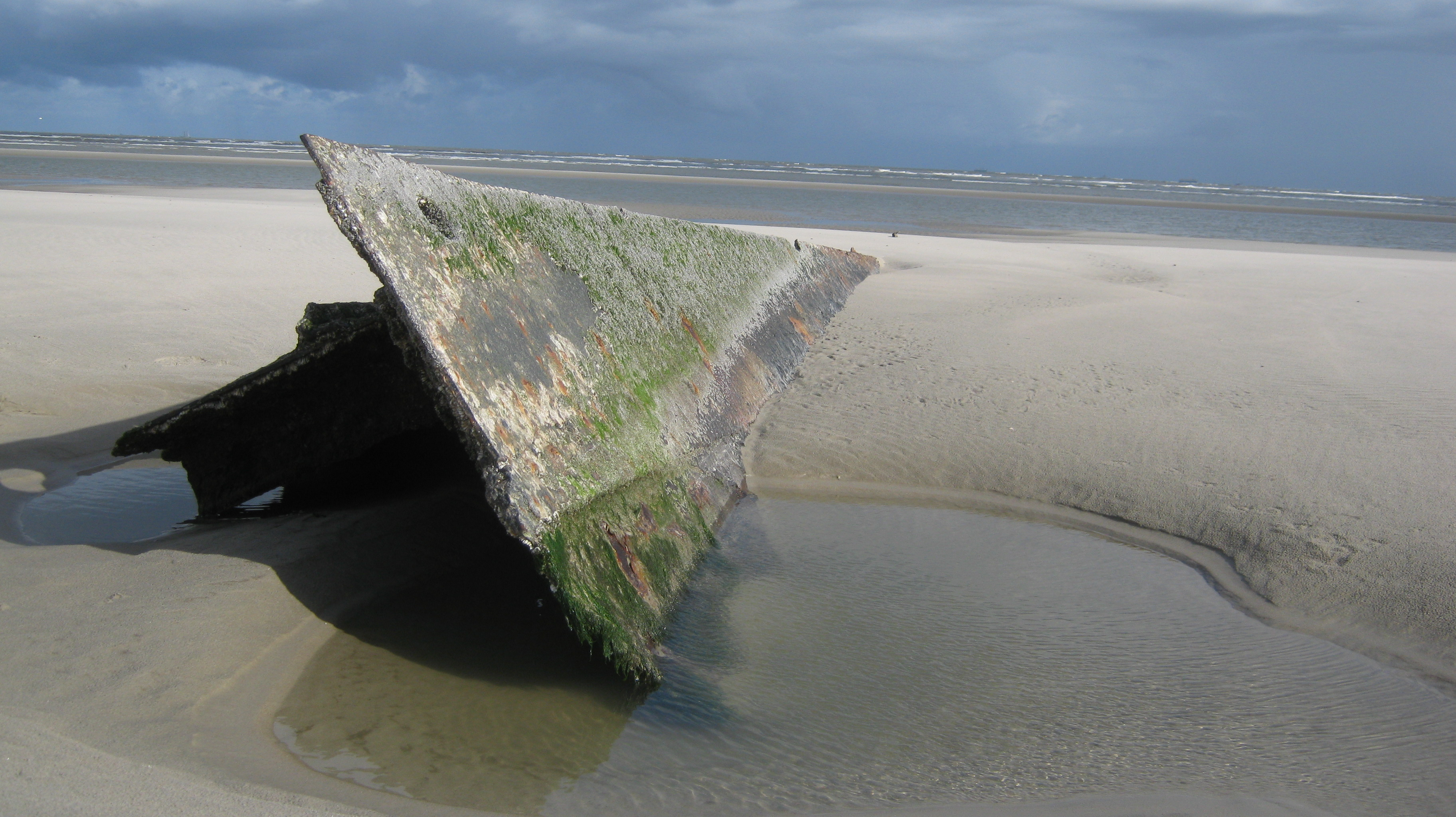
Das Wrack der Verona im Jahr 2010
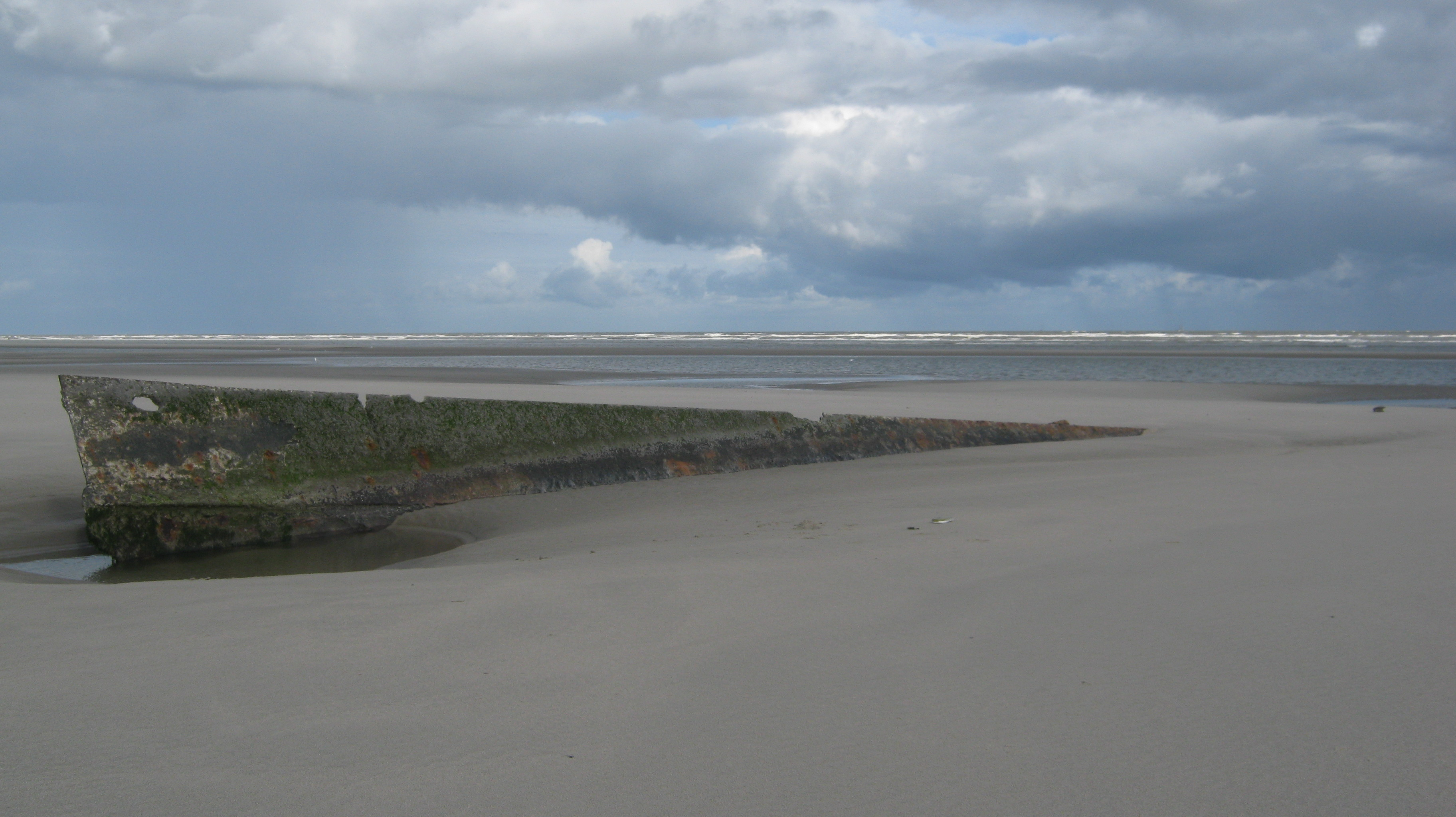
Das Wrack von Osten aus gesehen
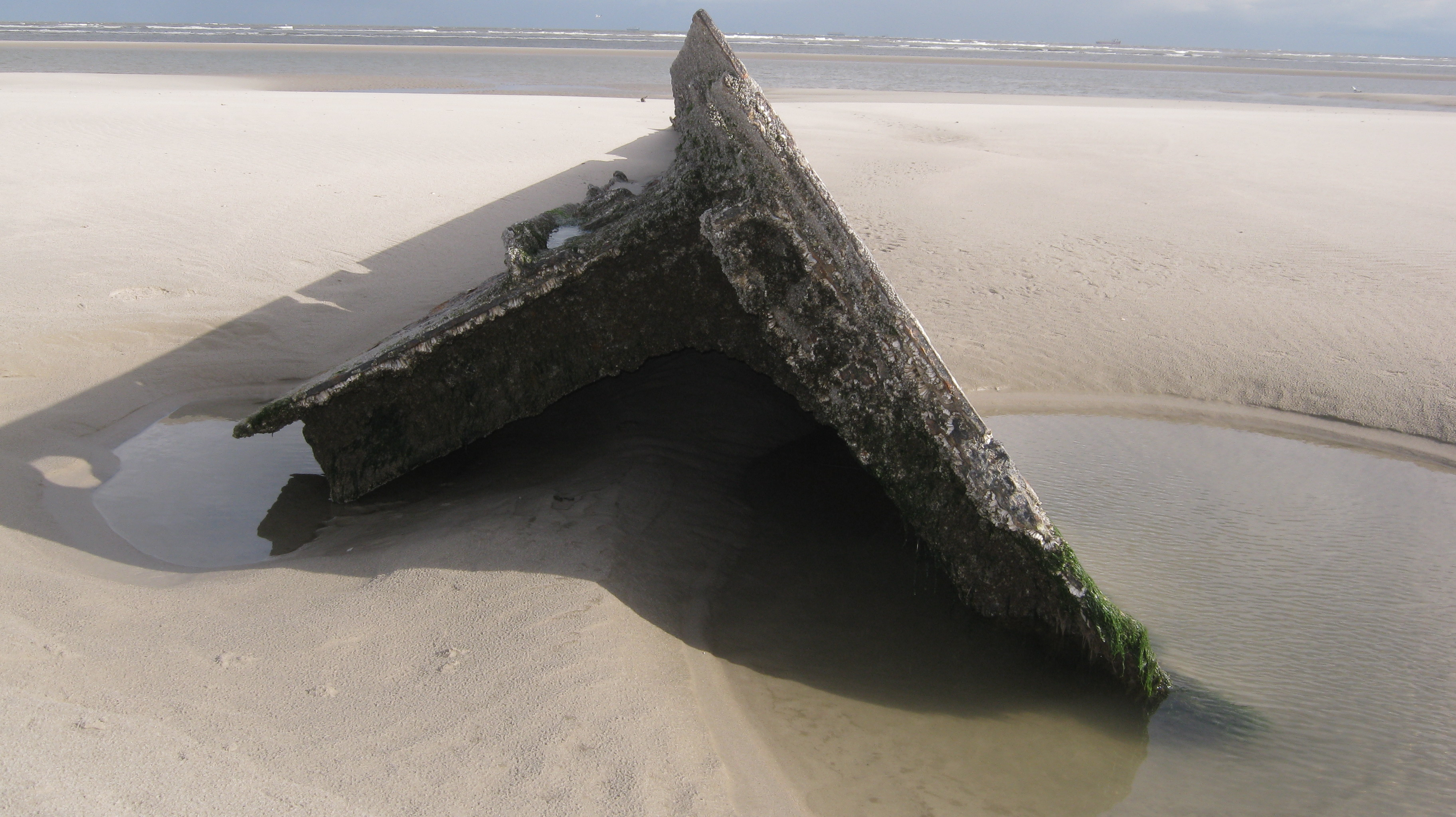
Wrack von Süden aus gesehen
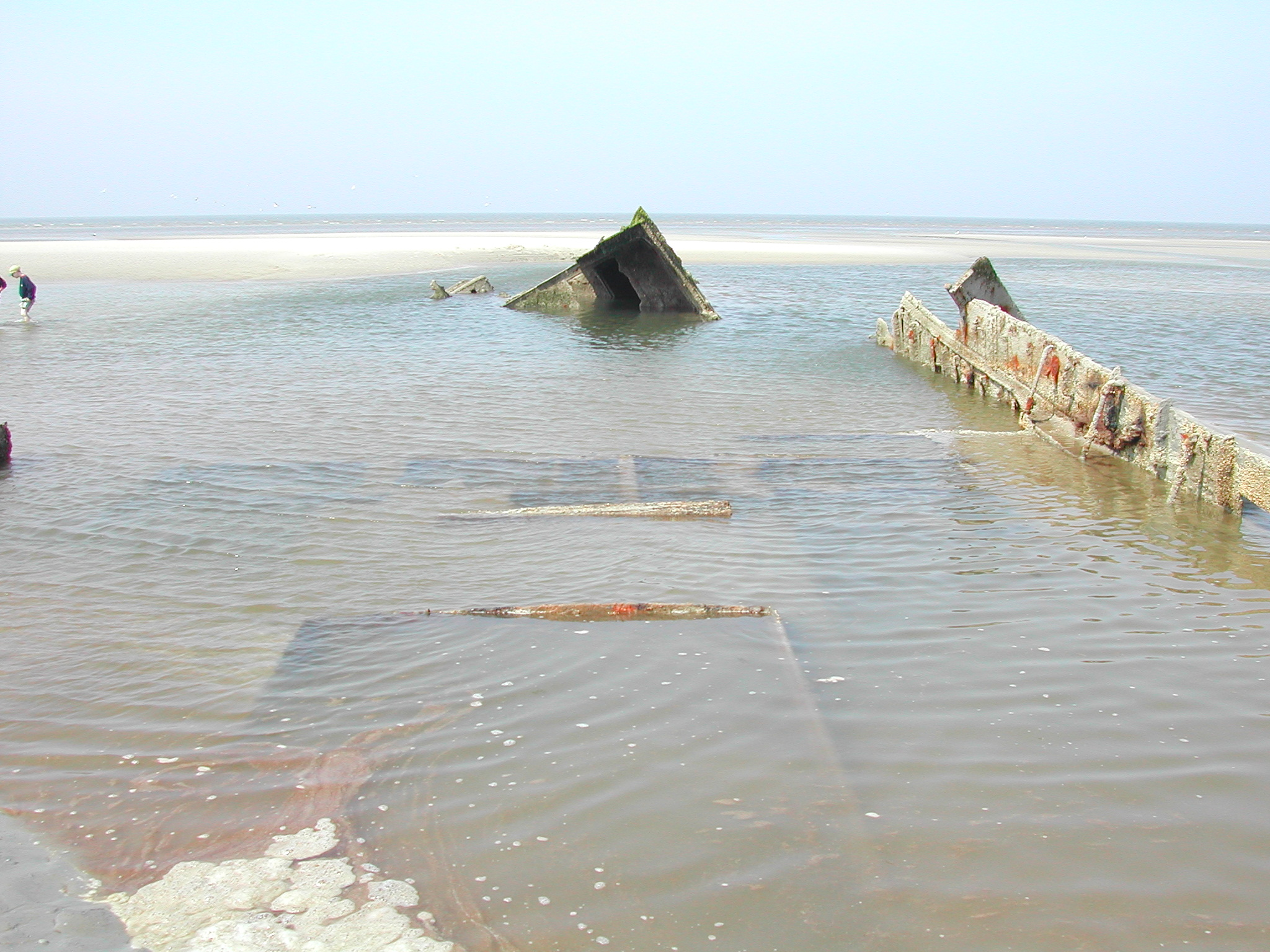
selten: Wrack ist fast komplett freigelegt
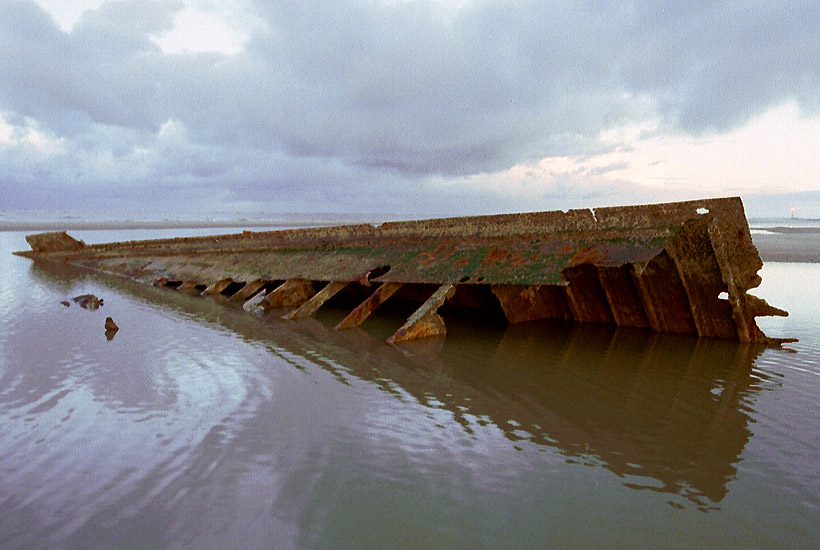
Hoch aus dem Sand ragendes Wrack